# Davide Lamma
Davide Lamma (nacido el 23 de abril de 1976 en Bolonia, Italia) es un exjugador italiano de baloncesto. Con 1.91 de estatura, jugaba en la posición de base. 

## Equipos
- 1993-1995 Fortitudo Bologna
- 1995-1996 Andrea Costa Imola
- 1996-1997 Celana Bergamo
- 1998-1999 Fortitudo Bologna
- 1999-2000 Dinamo Sassari
- 2001-2002 Pallacanestro Vigevano
- 2002-2004 Viola Reggio Calabria
- 2004-2005 Mens Sana Siena
- 2005-2006 Pallacanestro Cantú
- 2005-2006 Olimpia Milano
- 2006-2007 Pallacanestro Reggiana
- 2007-2010 Fortitudo Bologna
- 2010-2011  SG Fortitudo Budrio
- 2012 Pallacanestro Firenze
- 2013 Scaligera Basket Verona
- 2013-2014 Pallacanestro Mantovana
- 2014- Fortitudo Bologna

## Palmarés clubes
- Supercopa de Italia: 1
Mens Sana Siena: 2004